# Aéroport de l'île de Karpathos
L'aéroport national de l'île de Karpathos, code IATA : AOK • code OACI : LGKP, Κρατικός Αερολιμένας Καρπάθου est un aéroport de Karpathos, Grèce. L'aéroport a ouvert dans les années 1970 et ses bâtiments couvrent une superficie de 700 mètres carrés. Le terminal de l'aéroport dispose de deux bars et d'une boutique hors taxes.

## Situation

### Carte des aéroports en Grèce
| \| 50 km1:6 137 000 \| Agrinion Aktion Alexandreia Alexandroúpoli Andravida Áraxos Astypalée Athènes · E. Venizélos Céphalonie La Canée Chios Corfou Héraklion Icarie Ioannina Kalamata Kalymnos Karpathos Kassos Kastellórizo Kastoria Kavala Cythère Kos Kotroni Kozani Larissa Lemnos Leros Milos Mykonos Mytilène Naxos Néa Anchíalos Paros Rhodes Maritsa Samos Santorin Sitía Skiathos Skyros Sparte Syros Tanagra Tatoi Thessalonique Tripoli Tympaki Zante Kastelli |
| 50 km1:6 137 000 |

## Statistiques
Pour des raisons techniques, il est temporairement impossible d'afficher le graphique qui aurait dû être présenté ici.

Voir la requête brute et les sources sur Wikidata.

## Compagnies aériennes et destinations
| Compagnies          | Destinations |
| ------------------- | --- |
| AeroItalia          | En saison: Bergame-Orio al Serio                                                                                                 |
| Austrian Airlines   | En saison : Vienne-Schwechat |
| Condor              | En saison: Düsseldorf, Munich-F. J. Strauß                                                                                       |
| Eurowings           | En saison : Graz-Thalerhof, Salzbourg-W. A. Mozart                                                                               |
| Finnair             | En saison: Helsinki-Vantaa |
| Marabu              | En saison: Munich-F. J. Strauß                                                                                                   |
| Neos                | En saison : Bergame-Orio al Serio, Bologne-Borgo Panigale, Milan-Malpensa, Rome Léonard-de-Vinci/Fiumicino, Vérone - Villafranca |
| Olympic Air         | Athènes E.-Venizélos |
| Sky Express         | Athènes E.-Venizélos, Kassos, Rhodes-Diagoras En saison: Héraklion-N. Kazantzákis                                                |
| SmartWings          | En saison : Prague-Václav-Havel                                                                                                  |
| TUI fly Netherlands | En saison : Amsterdam |
| TUI fly Nordic      | En saison charter: Stockholm-Arlanda                                                                                             |
| Volotea             | En saison : Naples-Capodichino, Venise - Marco Polo                                                                              |

Édité le 03/12/2019  Actualisé le 18/05/2023